# Catedrala din Slatina
Catedrala din Slatina a fost construită în 1782 de Ionașcu Cupețu, mare negustor din localitate și pictată mai târziu de Gheorghe Tattarescu.
Între anii 1792 și 1834, în chiliile din jurul bisericii aflată atunci pe pe moșia boierului Ionașcu Cupețu, functionează un spital, dotat cu 15 paturi pentru bolnavi, cu un doctor platit cu 4000 de lei pe an din Fondul Ionașcu, "cu un felcer, îngrijitori și oameni de serviciu trebuitori" - după cum este precizat în anafora epitropilor din martie 1800.